# Фофанов, Аникита Фёдорович
Никита Федорович Фофанов (ум. 1619, Москва) — мастер печатного дела и словолитец первой четверти XVII века.
Краткие данные, сообщаемые в сказании «о воображении книг», в приходно-расходных книгах Печатного приказа и в послесловиях сохранившихся изданий Фофанова, представляют лишь самые отрывочные сведения о его трудах и жизни.
Пскович по происхождению, после переселения в Москву начал свою деятельность в качестве словолитца, сколько можно судить по этим данным, в царствование Василия Ивановича Шуйского; по приказанию Шуйского он отлил в 1606 г. новую штамбу и напечатал в 1609 г. Минею общую (в лист, на 373 листах, с предисловием и послесловием).
После польского разорения в 1611 г. с остальными типографщиками бежал из Москвы в Нижний Новгород. Здесь он устроил печатное дело, отлил шрифт и стал печатать книги; нижегородские издания Фофанова, к сожалению, до нас не дошли, что же касается до его шрифта, то известно, что в 1620 г. из Казанской или Нижегородской области в Москву, на вновь отстроенный Печатный двор, была перевезена штамба «со всякими снастьми»; эта штамба, вероятно, и представляет собою нижегородский шрифт Фофанова. Когда с воцарением Михаила Феодоровича была сознана необходимость печатания церковных книг и оказалась возможность приняться за это дело, сведущие люди вспомнили Фофанова, человека «смышленого и разумного к таковому хитрому делу», и вызвали его из Нижнего Новгорода.
Возобновителям московской типографии предстояло трудное дело, так как во время резни 19 марта 1611 г. и разгрома поляками Китай-города погиб весь печатный двор, вся штамба и все дела Печатного приказа; приходилось заводить заново все дело, строить новые помещения для типографии, отливать новые шрифты. Работа возобновителей типографии пошла так энергично, что в июне 1614 г. можно было уже приступить к печатанию книг; первой книгой, напечатанной новым шрифтом Фофанова, по размеру и рисунку букв похожим на первопечатный, была Псалтырь (Москва, 1615, в 4° на 309 листах) с гравированным изображением царя Давида, с предисловием и историческим послесловием. Следующей работой Фофанова, сохранившейся с его именем, был Октоих, начатый печатанием в 1616 г., оконченный в 1618 г. (в двух книгах); отношение Фофанова к работе выражено в послесловии Октоиха словами: «снисканием и начальством преславного дела сего мастера»; отношение других печатников словами: «труды и тщанием прочих сработников мастера Ианикиты и в работе повинующихся ему, еже с ним и по нем трудившихся».
Послесловия и предисловия к изданиям Фофанова любопытны для историка книгопечатания в России; главное же их значение биографическое; оно заключается в том, что эти статьи представляют собою изображение взглядов их автора на важность религиозного просвещения и на книгопечатание, как одно из средств его развития. Написанные высокопарным слогом, но не лишенные литературных достоинств, они дают Фофанову право на место среди писателей того времени; мысли же, в них высказанные, выдвигают его из ряда обыкновенных техников и заставляют видеть в нем деятеля, с убеждением и сознательно преданного своему делу.
Умер незадолго перед 1620 г., что можно заключить по расходной книге о выдаче жалованья типографским мастерам, не доживши таким образом до перенесения типографии в 1620 г. из временного помещения в Кремле на прежнее место, разоренное поляками, где он начал свою деятельность.
Оставшаяся после смерти Фофанова азбука долго называлась по его имени «Никитинской».